# Shebedino
Shebedino (ou Shebe Dino) est un woreda de la région Sidama, en Éthiopie. Rattaché à la région des nations, nationalités et peuples du Sud jusqu'à la régionalisation de la zone Sidama en 2020, ce woreda a 233 922 habitants en 2007. Son chef-lieu est Leku.
Leku se trouve une vingtaine de kilomètres au sud d'Hawassa.
L'Atlas of the Ethiopian Rural Economy montre l'étendue du woreda Shebedino au début des années 2000 alors qu'il englobait encore ses voisins actuels Boricha et Gorche. La séparation a probablement lieu en 2007.
Une carte cohérente avec le recensement de 2007 montre le périmètre du woreda ainsi réduit et deux petites exclaves dans les woredas Gorche et Dale.
Le périmètre du woreda reste pratiquement inchangé jusqu'à la fin des années 2010.
| Awasa Zuria | Hawassa   | Malga  |
| Boricha     | Shebedino | Gorche |
|             | Dale      | Wensho |

Le recensement national de 2007 fait état d'une population de 233 922 habitants dans le woreda Shebedino dont 5 % de citadins qui sont les 11 831 habitants de Leku.
La majorité des habitants du woreda (82 %) sont protestants, 9 % sont musulmans, 4 % sont orthodoxes, 3 % sont catholiques et 1 % sont de religions traditionnelles africaines.
En 2022, la population est estimée sur le même périmètre à 320 639 personnes avec une densité de population de 1 628 personnes par km2 et 197 km2 de superficie,.
Une carte récente montre cependant de nouvelles subdivisions ainsi qu'une probable extension de Shebedino vers le nord-ouest aux dépens de Gorche.[réf. à confirmer]